# نيو لبنان (نيويورك)
نيو لبنان (بالإنجليزية: New Lebanon, New York)‏ هي بلدة أمريكية تقع في الولايات المتحدة في مقاطعة كولومبيا، نيويورك. يقدر عدد سكانها بـ 2,305 نسمة ومساحتها 93.2 كم2 وترتفع عن سطح البحر 398 متر.

## أعلام
- صامويل تيلدن
- جون كينغ
- يوجين ماكجي
- جورج هنري وليامز